# ایگل
ایگُل(egol) از روستاهای دهستان رودبار قصران بخش رودبار قصران شهرستان شمیران استان تهران ایران است.كه ابشار معروف ان به نام ابشار هفت حوض ايگل كه يكي از منابع گردشگر پزير اين روستا است. مردم این روستا به زبان تاتی سخن می گویند

## جمعیت
جمعیت این روستا بر اساس سرشماری سال ۱۳۸۵ حدود ۴۲۱ نفر در ۱۳۱ خانوار بوده است.